# Kiyota-ku
Kiyota-ku (清田区?) è uno dei dieci quartieri amministrativi della città di Sapporo, in Giappone.